# Bobby Farrelly
Robert Leo Farrelly Jr. (Cumberland, 1958. június 17. –) amerikai filmrendező, forgatókönyvíró és producer. 
Testvérével, Peter Farrellyvel (lásd Farrelly testvérek) olyan filmvígjátékok rendezői és producerei voltak, mint a Dumb és Dumber – Dilibogyók (1994), a Keresd a nőt! (1998), az Én és én meg az Irén (2000), A nagyon nagy Ő (2001) és az Agyő, nagy ő! (2007).
Első önálló filmrendezése a 2023-as Bajnokok című sportfilm volt Woody Harrelson főszereplésével.

## Élete és pályafutása
1958. június 17-én született a Rhode Island-i Cumberlandben, Mariann gyakorló nővér és Dr. Robert Leo Farrelly gyermekeként. Nagyszülei ír bevándorlók voltak, emellett lengyel felmenőkkel is rendelkezik. A Rensselaer Polytechnic Institute-ban végzett, ahová jégkorong-ösztöndíjjal került be.
Bobby és testvére, Peter Farrelly Farrelly testvérek néven ismertek. Számos vígjáték rendezői, forgatókönyvírói és producerei voltak: Dumb és Dumber – Dilibogyók, Keresd a nőt!, Tökös tekés, Én és én meg az Irén, A nagyon nagy Ő, Túl közeli rokon, Szívem csücskei. A Seinfeld című szituáció komédia The Virgin (4. évad 10. epizód) című részének sztoriját is közösen írták.
2014-ben a testvérek megrendezték a Dumb és Dumber kettyó című komédiát, az 1994-es kasszasiker folytatását. 2016-ban Bobby a Trailer Park Boys című kanadai televíziós sorozat 10. évada során két epizód rendezését vállalta el.
2020-ban a The Now vígjátéksorozat rendezői voltak.

## Magánélete
1990 óta él házasságban feleségével, Nancyvel. Két fiuk és egy lányuk született, Farrelly egyik fia a transznemű komikus A. B. Farrelly.

## Filmográfia

### Film
| Év   | Magyar cím                        | Eredeti cím                  | Feladatkör        | Feladatkör | Feladatkör |
| Év   | Magyar cím                        | Eredeti cím                  | Rendező           | Producer   | Író        |
| ---- | --------------------------------- | ---------------------------- | ----------------- | ---------- | ---------- |
| 1994 | Dumb és Dumber – Dilibogyók       | Dumb and Dumber              | Nincs feltüntetve | Igen       | Igen       |
| 1996 | Tökös tekés                       | Kingpin                      | Igen              | Nem        | Nem        |
| 1998 | Keresd a nőt!                     | There's Something About Mary | Igen              | Nem        | Igen       |
| 1999 | Jótanácsok kamaszoknak            | Outside Providence           | Nem               | Igen       | Igen       |
| 2000 | Én és én meg az Irén              | Me, Myself & Irene           | Igen              | Igen       | Igen       |
| 2001 | Húgom, nem húgom                  | Say It Isn't So              | Nem               | Igen       | Nem        |
| 2001 | Ozmózis Jones – A belügyi nyomozó | Osmosis Jones                | Igen              | Igen       | Nem        |
| 2001 | A nagyon nagy Ő                   | Shallow Hal                  | Igen              | Igen       | Igen       |
| 2003 | Túl közeli rokon                  | Stuck on You                 | Igen              | Igen       | Igen       |
| 2005 | Szívem csücskei                   | Fever Pitch                  | Igen              | Nem        | Nem        |
| 2005 | A pofátlan                        | The Ringer                   | Nem               | Igen       | Nem        |
| 2007 | Agyő, nagy ő!                     | The Heartbreak Kid           | Igen              | Nem        | Igen       |
| 2011 | Elhajlási engedély                | Hall Pass                    | Igen              | Igen       | Igen       |
| 2012 | A dilis trió                      | The Three Stooges            | Igen              | Igen       | Igen       |
| 2014 | Dumb és Dumber kettyó             | Dumb and Dumber To           | Igen              | Igen       | Igen       |
| 2023 | Bajnokok                          | Champions                    | Önálló rendezés   | Nem        | Nem        |
| 2024 | Kedves Télapó                     | Dear Santa                   | Önálló rendezés   | Igen       | Nem        |

### Televízió
| Év        | Magyar cím              | Eredeti cím       | Feladatkör | Feladatkör      | Megjegyzések               |
| Év        | Magyar cím              | Eredeti cím       | Rendező    | Vezető producer | Megjegyzések               |
| --------- | ----------------------- | ----------------- | ---------- | --------------- | -------------------------- |
| 1992      | Seinfeld                | Seinfeld          | Nem        | Nem             | forgatókönyvíró (1 epizód) |
| 2002–2004 | Ozzy és Drix            | Ozzy & Drix       | Nem        | 26 epizód       |                            |
| 2008      |                         | Unhitched         | 1 epizód   | 6 epizód        |                            |
| 2015      | A felső tízezer         | The Leisure Class | Igen       | Nem             | tévéfilm                   |
| 2016      | Fiúk a lakókocsiparkból | Trailer Park Boys | 4 epizód   | Nem             |                            |
| 2018–2020 |                         | Loudermilk        | 14 epizód  | 20 epizód       |                            |
| 2021      |                         | The Now           | 10 epizód  | Nem             |                            |

## Fordítás
- Ez a szócikk részben vagy egészben  a   Bobby Farrelly című angol Wikipédia-szócikk fordításán alapul.  Az eredeti cikk szerkesztőit annak laptörténete sorolja fel. Ez a jelzés csupán a megfogalmazás eredetét és a szerzői jogokat jelzi, nem szolgál a cikkben szereplő információk forrásmegjelöléseként.